# Římskokatolická farnost Biskupice u Hrotovic
Římskokatolická farnost Biskupice u Hrotovic je územní společenství římských katolíků v obci Biskupice-Pulkov s farním kostelem sv. Martina.

## Území farnosti
- Biskupice-Pulkov – farní kostel sv. Martina
- Litovany – kaple sv. Pia X
- Rozkoš – kaplička
- Slatina – kaple Nejsvětější Trojice

## Duchovní správci
Administrátorem excurrendo byl od září 2004 P. ICLic. Mgr. Jiří Ochman z Jevišovic.Toho od 1. srpna 2016 vystřídal R. D. Mgr. Jiří Bradáč z Běhařovic.

## Bohoslužby
| Kostel          | Místo     | Bohoslužba     | Bohoslužba                                                | Poznámka     |
| --------------- | --------- | -------------- | --------------------------------------------------------- | ------------ |
| svatého Martina | Biskupice | neděle čtvrtek | 9.30 16.00 (zimní čas)/18.00 (letní čas) jednou za 14 dnů | farní kostel |

## Aktivity ve farnosti
Dnem vzájemných modliteb farností za bohoslovce a bohoslovců za farnosti brněnské diecéze je 8. prosinec. Adorační den připadá na 6. března.
Ve farnosti se každoročně koná tříkrálová sbírka. V roce 2014 se při ní v Biskupicích vybralo 9 784 korun, o rok později 9 685 korun.
V roce 2016 se při sbírce vybralo v Biskupicích 10 338 korun.  V roce 2017 dosáhl výtěžek sbírky 11 389 korun.